# Großriedbock
Der Großriedbock (Redunca arundinum) ist eine mittelgroße Antilopenart die in Afrika südlich des Äquators vorkommt. Es werden zwei Unterarten unterschieden. Die Art als Ganzes ist nicht bedroht, doch regional ist der Großriedbock selten geworden. Im Unterschied zu fast allen anderen Huftieren bevorzugt der Großriedbock als Lebensraum Gebiete mit hohem Graswuchs.

## Erscheinungsbild

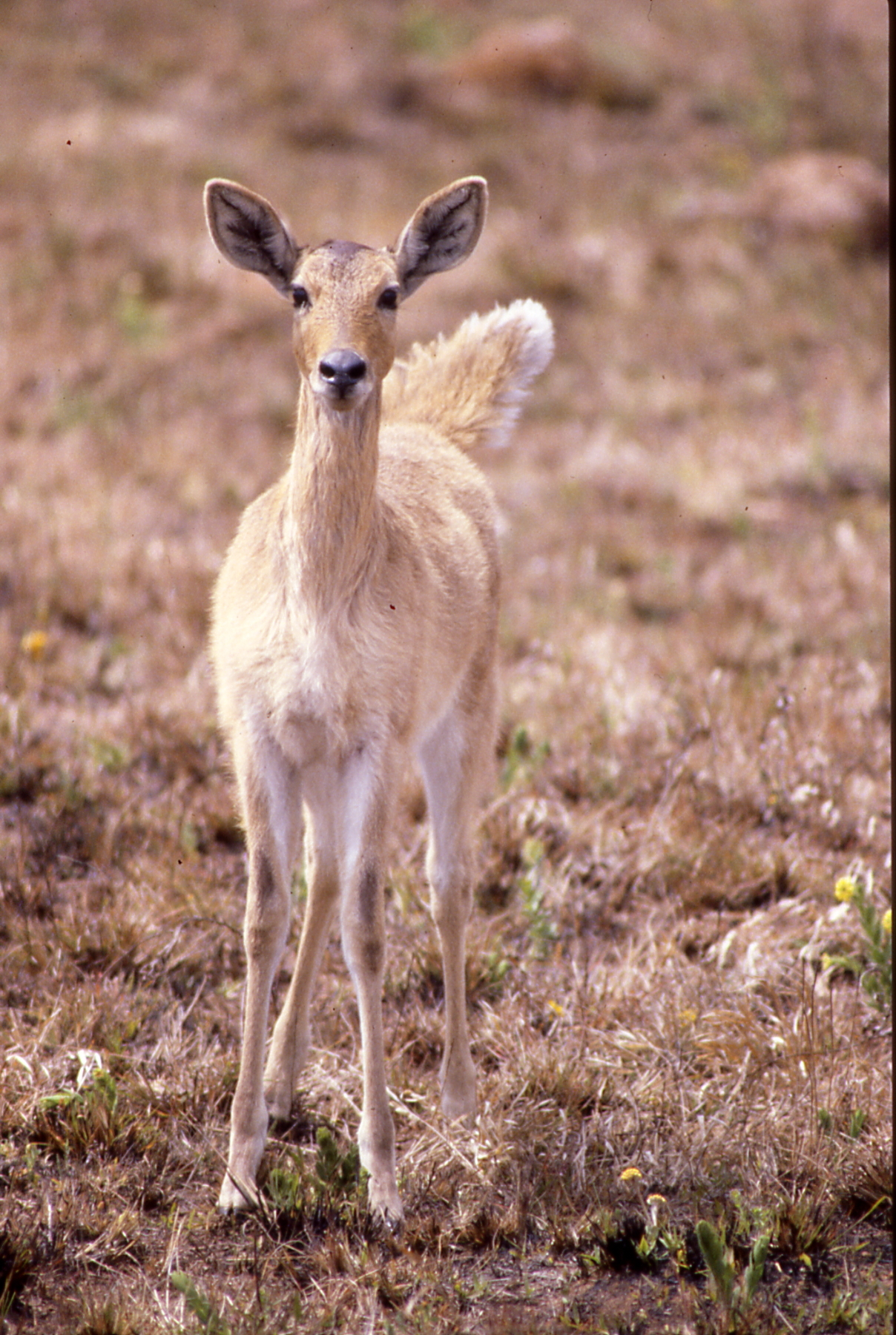
Weibchen

Männchen des Großriedbocks erreichen eine Kopf-Rumpf-Länge von 130 bis 160 Zentimeter, ihre Schulterhöhe beträgt 80 bis 105 Zentimeter und ihr Gewicht liegt bei 51 bis 95 kg. Mit einer Kopf-Rumpf-Länge von 120 bis 140 Zentimeter, einer Schulterhöhe von 65 bis 95 Zentimeter und einem Gewicht von 39 bis 85 kg sind die Weibchen in der Regel kleiner. Damit kann der Großriedbock allein durch seine Größe vom Bergriedbock (Redunca fulvorufula) unterschieden werden, der südlich des Limpopo sympatrisch mit dem Großriedbock vorkommt. Das Fell ist sandfarben oder graubraun, der Bauch ist weiß gefärbt. Der kurze, sehr buschige Schwanz ist ebenfalls oben sandfarben oder graubraun und unten weiß. Kopf und Hals sind in den meisten Fällen etwas heller als der Rumpf. Die Oberlippe, der Unterkiefer und ein kleiner Bereich an der oberen Kehle sind weiß. Rund um die Augen sind die Haare heller als am übrigen Kopf, der ansonsten weitgehend einfarbig ist. Die Ohren sind spitz. Unterhalb der Ohren befindet sich ein drüsenreicher, mit Fell bedeckter Bereich, der als schwarzer Fleck sichtbar wird, wenn die Drüsen aktiv sind. Nur Männchen haben Hörner, die leicht nach vorne gebogen und im oberen Drittel glatt sind, während die unteren zwei Drittel geriffelt sind. Die Hörner können 25 bis 45 Zentimeter lang werden und sind damit die längsten Hörner aller Riedbockarten. Die Abstände von Hornspitze zu Hornspitze kann zwischen 24 Zentimeter und 52 Zentimeter betragen. An der Hornbasis befindet sich eine halbmondförmige Schwellung. Die Vorderläufe tragen vorn einen senkrechten, schwarzen Streifen. Bei den Hinterbeinen ist der schwarze Streifen nur im unteren Bereich vorhanden.
Das Gebiss besitzt die für Hornträger charakteristische Zahnformel {\displaystyle {\frac {0.0.3.3}{3.1.3.3}}}.

## Lebensraum und Lebensweise

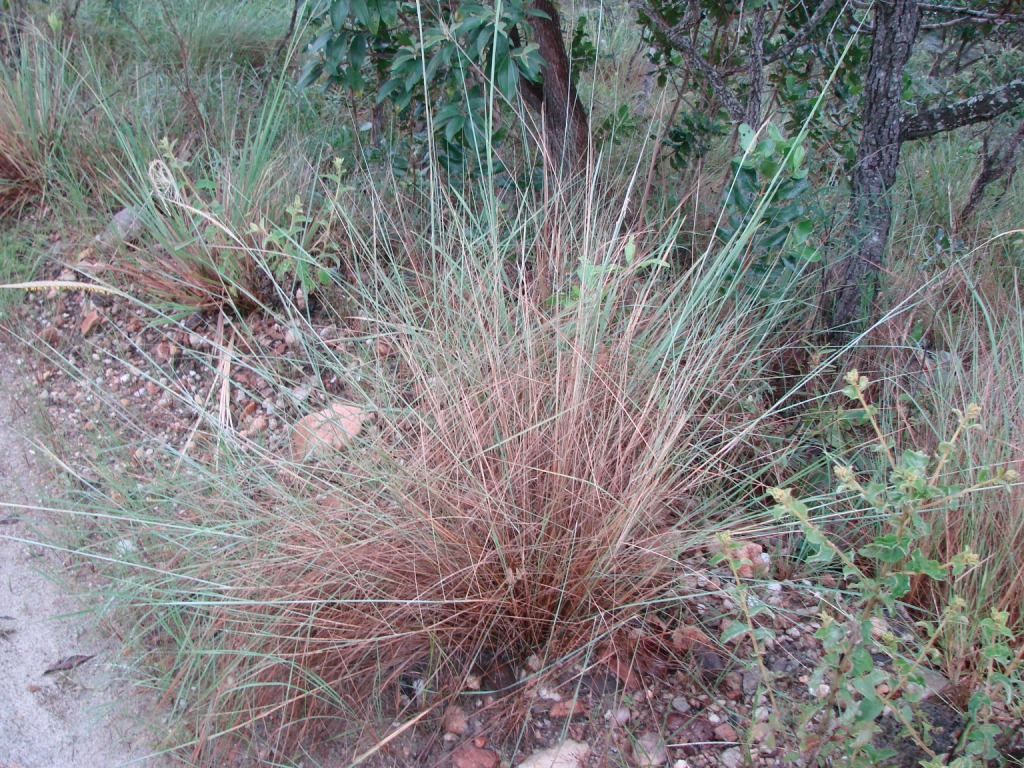
Trachypogon spicatus

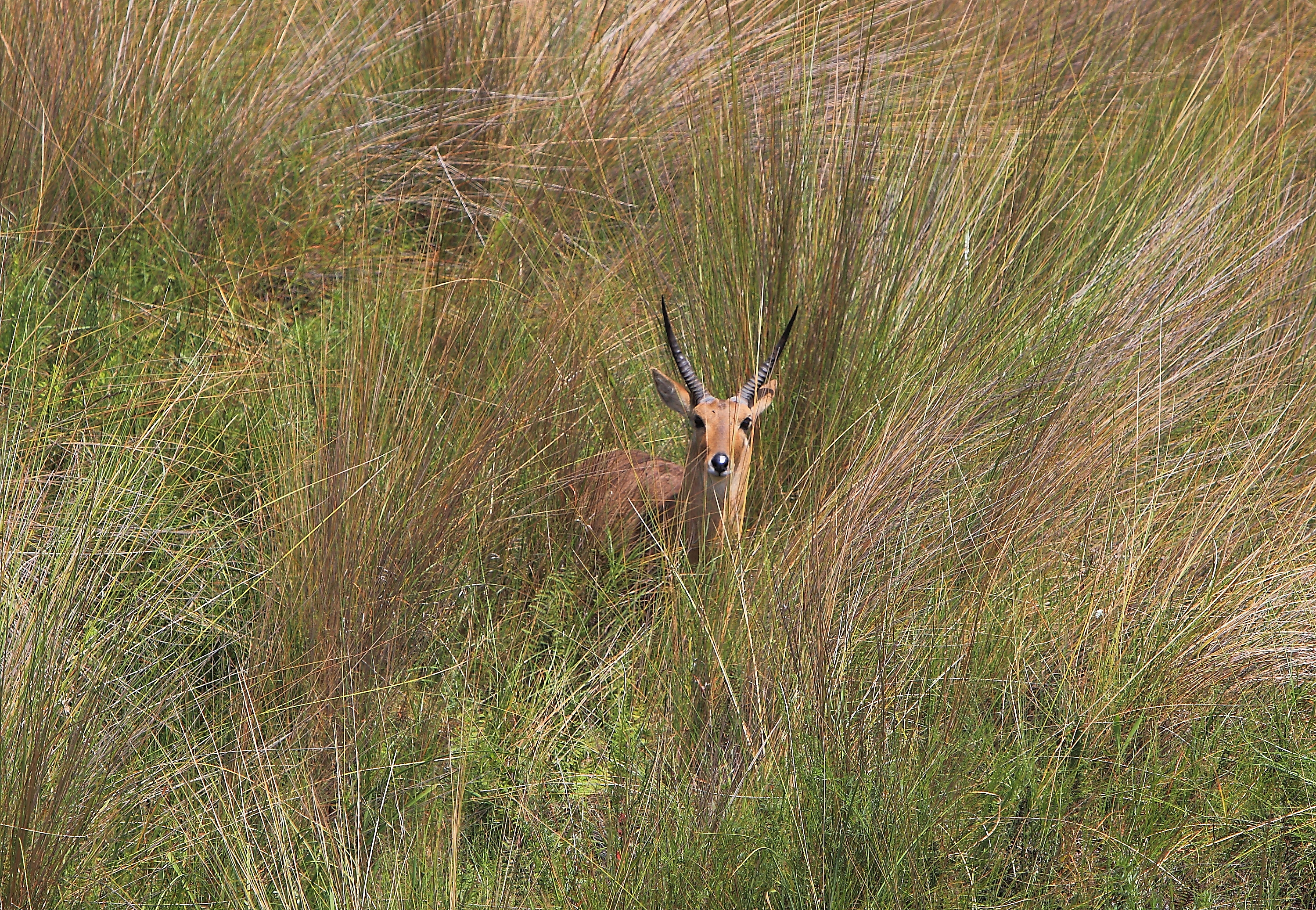
Großriedbock im typischen Lebensraum

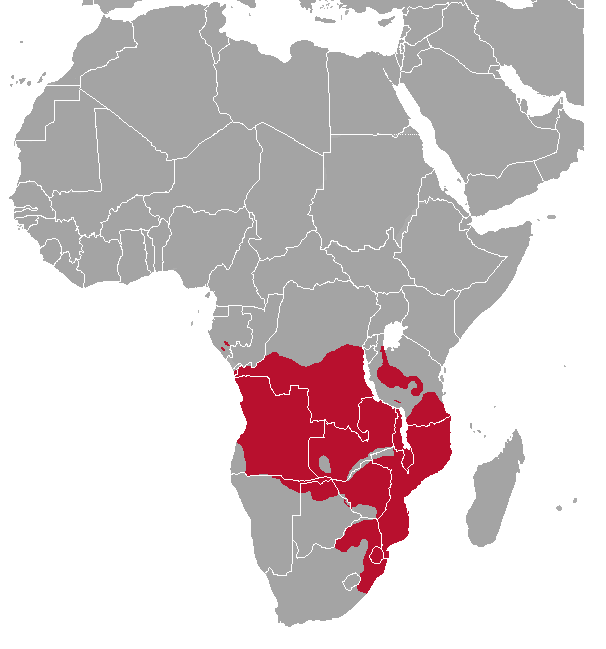
Das Verbreitungsgebiet von Großriedbock und Sambesi-Riedbock

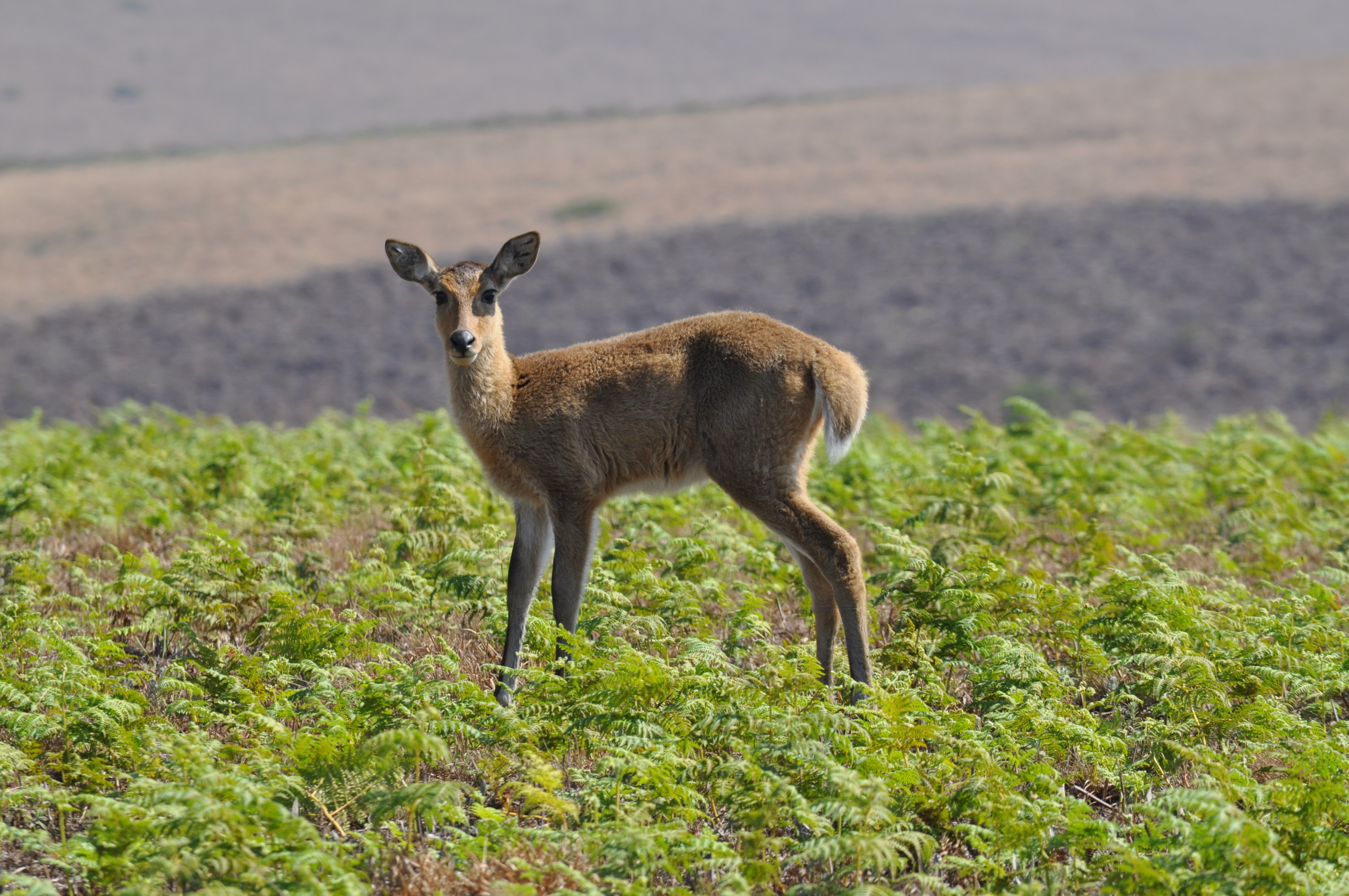
Junger Sambesi-Riedbock in Malawi

Der Großriedbock kommt in Waldsavannen und feuchteren Savannen mit hoch wachsenden Gräsern vor, ein Gebiet, das von den meisten anderen Huftieren gemieden wird. Die dort dominierenden Grasarten, z. B. Trachypogon spicatus, Heteropogon contortus, Elionurus argenteus und Hyperthelia dissoluta werden auch gefressen. Letztere kann über 90 % der aufgenommenen Nahrung ausmachen. In der Trockenzeit weicht der Großriedbock aufgrund der nicht vorhandenen Deckung in den Savannen in Lebensräume an Flussufern aus, die von Büschen und Schilfrohr dominiert werden. Dann ernährt er sich unter anderem von Zypergräsern, Kräutern wie Vogelknöteriche, Commelina africana und Gethyllis, den Blättern von Albizia harveyi und von Megathyrsus maximus, eine der wenigen Grasarten, die der Großriedbock auch im vertrockneten Zustand frisst. Der Großriedbock ist sowohl tag- als auch nachtaktiv, die Aktivitätsspitzen liegen zur Zeit der Morgen- und Abenddämmerung. Zeiten der Nahrungsaufnahme werden von Ruhephasen und Wiederkäuen unterbrochen, die etwa zwei bis drei Stunden dauern. In offenen Lebensräumen ziehen sie sich zum Ruhen in Deckung zurück, in mit hohem Gras bestandenen Lebensräumen können sie sich zum Ruhen einfach hinlegen. Im kühleren Klima des nordöstlichen Südafrikas wandern die Tiere in den frühen Morgenstunden von den Tälern auf höhere Hügeln, um sich in den Sonnenstrahlen zu wärmen. Großriedböcke leben allein, paarweise oder in kleinen Gruppen, wobei sich deren Zusammensetzung häufig ändert, soziale Bindungen also nur sehr locker sind. Während der Trockenzeit, wenn sich die Antilopen an Wasserlöchern sammeln, nimmt die Gruppengröße zu. In Gebieten mit dichtem Bewuchs stehen die Tiere einer Gruppe eher eng zusammen, während sie sich in offenen Landschaften zerstreuen. Der Großriedbock vermehrt sich das ganze Jahr über, im südafrikanischen Krüger-Nationalpark finden die meisten Geburten jedoch zwischen Dezember und April statt, in den Highlands von Kwazulu-Natal zwischen November und Januar. Es wird jeweils nur ein Jungtier geboren, nach einer geschätzten Tragzeit von ca. 233 Tagen. Über einen Zeitraum von mindestens sechs Wochen bleibt in dichter Vegetation versteckt, wobei es meist Körper, Hals und Kopf dicht am Boden hält. Die Mutter entfernt sich zum Grasen aber selten mehr als 200 Meter. Oft wird das Jungtier nur ein Mal am Tag gesäugt. Danach sucht es selbständig ein neues Versteck auf. Das Muttertier findet das Jungtier anhand des Geruchs. Potentielle Bedrohungen für das Jungtier, wie der Bärenpavian, werden von der Mutter verjagt. Drei Monate nach der Geburt folgen die Jungtiere der Mutter, aber nicht dicht bei ihr, sondern in einem Abstand von 15 bis 30 Metern, oder sie laufen vor der Mutter. Die Entwöhnung findet nach drei Monaten statt und völlig selbständig sind die Jungtiere mit einem Alter von elf Monaten, kurz vor der Geburt des folgenden Jungtiers. Die Hörner der Männchen beginnen mit einem Alter von sechs bis acht Monaten zu wachsen. In Gefangenschaft gehaltene Großriedböcke erreichten ein Maximalalter von 16 Jahren.

## Systematik und Verbreitung
Der Großriedbock wurde 1785 durch den niederländischen Naturforscher Pieter Boddaert unter der Bezeichnung Antilope arundinum erstmals wissenschaftlich beschrieben. Die Gattung Redunca wurde 1827 durch den britischen Naturforscher Charles Hamilton Smith eingeführt, mit dem Großriedbock als Typusart.
Kingdon unterscheidet zwei Unterarten.
- Redunca arundinum arundinum, im Kongobecken südlich von Kasai und Sankuru, im westlichen Sambia, Angola, in Mosambik südlich des Sambesi, im östlichen Südafrika und eine isolierte Population in einem kleinen Gebiet im südlichen Gabun.
- Redunca arundinum occidentalis, im Osten von Sambia, in Malawi, in Tansania und in Mosambik nördlich des Sambesi.

Die zweite Unterart wird im Handbook of the Mammals of the World als eigenständige Art geführt (Sambesi-Riedbock (Redunca occidentalis)). Die Grenze zwischen den Verbreitungsgebieten beider Unterarten bzw. Arten ist nicht genau bekannt.

## Gefährdung
Die Populationsgröße des Großriedbocks wurde 1999 auf etwa 73.000 Individuen geschätzt, die Art wird als ungefährdet eingestuft. In Südafrika, vor allem in Kwazulu-Natal sind die Antilopen relativ häufig, man geht von etwa 13.000 Exemplaren aus. In Eswatini ist der Bestand stark zurückgegangen und in Lesotho sind die Tiere aufgrund von Überjagung und der Zerstörung ihrer Lebensräume ausgestorben. Auch in der Republik Kongo könnte die Art wegen der starken Bejagung zur Gewinnung von Bushmeat verschwunden sein, in der Demokratischen Republik Kongo und in Gabun ist sie inzwischen sehr selten. Im mittleren Mosambik existiert noch eine größere Population von ca. 3000 Exemplaren im Nationalpark Gorongosa.

## Einzelbelege
1. 1 2 3 4 5  
Colin P. Groves und David M. Leslie Jr.: Family Bovidae (Hollow-horned Ruminants). In: Don E. Wilson und Russell A. Mittermeier (Hrsg.): Handbook of the Mammals of the World. Volume 2: Hooved Mammals. Lynx Edicions, Barcelona 2011, ISBN 978-84-96553-77-4, S. 665.
2. ↑  
Pieter Boddaert (1785): Elenchus animalium, Volumen I: sistens quadrupedia huc usque nota, eorumque varietates: ad ductum naturae, quantum fieri potuit disposita. 174 S., Roterodami:Apud C.R. Hake, 1784.
3. ↑  
Charles Hamilton Smith (1827): Order VII.—Ruminantia. Pecora, Lin. In: Cuvier, G.L. 1827. A synopsis of the species of the class Mammalia. The animal kingdom: arranged in conformity with its organization 5: 296–376.
4. ↑  
Jonathan Kingdon, David Happold, Michael Hoffmann, Thomas Butynski, Meredith Happold und Jan Kalina (Hrsg.): Mammals of Africa Volume VI. Pigs, Hippopotamuses, Chevrotain, Giraffes, Deer and Bovids. Bloomsbury, London, 2013, S. 426–431
5. ↑  
Redunca arundinum in der Roten Liste gefährdeter Arten der IUCN 2016. Eingestellt von: IUCN SSC Antelope Specialist Group, 2016. Abgerufen am 13. August 2024.